# Sibghatullah Mojaddedi
Sibghatullah Mojaddedi (Kabul, 21 aprile 1925 – 11 febbraio 2019) è stato un politico afghano.
È stato Presidente ad interim dell'Afghanistan dopo la caduta del Governo guidato da Mohammad Najibullah nell'aprile 1992, rimanendo in carica fino al giugno seguente.
Ha fondato il Fronte di Liberazione Nazionale Afghano ed è stato Presidente della Loya jirga che nel 2003 ha approvato la nuova Costituzione del Paese.
Nel 2005 è stato nominato Presidente del Meshrano Jirga, la camera alta dell'Assemblea nazionale ed è stato riconfermato come membro nel 2011. 
È di religione islamica sunnita.